# ماریانو زابلتا
 ماریانو زابلتا (انگلیسی: Mariano Zabaleta؛ زاده ۲۸ فوریهٔ ۱۹۷۸) یک تنیس‌باز اهل آرژانتین است.